# Plisthène fils d'Hélène
Pour les articles homonymes, voir Plisthène.
Dans la mythologie grecque, Plisthène (en grec ancien Πλεισθένης parfois orthographié Pleisthénès ou Plisthénès) est le plus jeune fils d'Hélène et Ménélas. Hélène se serait enfuie avec lui pour Troie.